# Mikhail Kalashnikov
Mikhail Timofeevich Kalashnikov, (em russo:  Михаил Тимофеевич Калашников, transl. Mihail Timofeevič Kalašnikov; Kurya, Altai, 10 de novembro de 1919 — Ijevsk, 23 de dezembro de 2013) foi um militar, inventor e armeiro russo, projetista de armas notável pelo célebre fuzil de assalto AK-47 e suas melhorias o AKM e AK-74, bem como a metralhadora leve RPK e a metralhadora PK.
Filho de camponeses kulaks que foram deportados para a Sibéria por Stálin, ele se tornaria sargento no Exército Vermelho e subiria ao posto de tenente-general por conta da sua invenção, além de se tornar deputado no Soviete Supremo. Seu filho Victor Kalashnikov também foi projetista de armas. Mikhail Kalashnikov foi condecorado duas vezes Herói do Trabalho Socialista e uma vez Herói da Federação Russa.
Kalashnikov era, segundo ele mesmo, um consertador autodidata que combinava habilidades mecânicas inatas com o estudo de armamento para projetar armas que se tornaram onipresentes no campo de batalha. O fuzil AK teve 100 milhões de exemplares produzidos em todo o mundo. Embora Kalashnikov sentisse tristeza pela distribuição descontrolada destas armas, ele se orgulhava de suas invenções e de sua reputação de confiabilidade, enfatizando que seu fuzil é "uma arma de defesa" e "não uma arma de ataque"; sempre mantendo que a criou para a defesa da pátria. Em 2017, uma estátua em sua homenagem segurando o AK-47 foi inaugurada em Moscou; e em 2019, a capital russa viu uma celebração de uma centena de crianças em idade escolar em homenagem ao seu 100ª aniversário, com partidas de paintball e desmontagem de modelos fictícios de fuzis AK-47.

## Biografia
Mikhail Kalashnikov nasceu em 10 de novembro de 1919 em Kurya, na província de Altai, na União Soviética; agora Altai Krai, na Rússia. Apelidado "Micha", era filho dos camponeses Aleksandra Frolovna Kalashnikova (née Kaverina) e Timofey Aleksandrovich Kalashnikov, descendentes de cossacos, seu nascimento ocorreu durante a Guerra Civil Russa. Sua mãe teve dezoito filhos, dos quais oito sobreviveram. Em 1930, seu pai e a maioria de sua família foram privados da propriedade e deportados à vila de Nizhnyaya Mokhovaya, Oblast de Tomsk, na Sibéria. Em sua juventude, Mikhail sofria de várias doenças e estava à beira da morte aos seis anos. Ele foi atraído por todos os tipos de máquinas, mas também escreveu poesia, sonhando em se tornar poeta. Ele passou a escrever seis livros e continuou a escrever poesia toda a sua vida. Os pais de Kalashnikov eram camponeses, mas, depois da deportação para o Oblast de Tomsk, tiveram de combinar a agricultura com a caça, e assim Mikhail frequentemente usava o rifle de seu pai na adolescência. Kalashnikov continuou caçando em seus 90 anos.
Depois de completar a sétima série, Mikhail, com a permissão de seu padrasto, deixou sua família e voltou para Kurya, pedindo carona por quase 1 000 km. Em Kurya, ele encontrou um emprego em mecânica em uma estação de trator e desenvolveu uma paixão por armas. Em 1938, ele foi recrutado para o Exército Vermelho. Devido ao seu pequeno tamanho e habilidades de engenharia ele foi designado como um mecânico de tanque, e mais tarde se tornou um comandante de tanque. Durante o treinamento, ele fez suas primeiras invenções, que diziam respeito não só aos tanques, mas também às armas pequenas, e foi pessoalmente premiado com um relógio de pulso por Gueorgui Júkov. Kalashnikov serviu no T-34 do 24º Regimento de Carros de Combate, 108º Divisão de tanques estacionados em Stryi antes que o regimento recuasse após a batalha de Brody em junho de 1941. Foi ferido no combate na batalha de Bryansk em outubro de 1941 e hospitalizado até abril de 1942. nos últimos meses de estando no hospital, ouviu alguns companheiros soldados reclamando sobre os fuzis soviéticos da época e é quando ele veio com a ideia de fazer um novo rifle que mais tarde se tornou o AK47.

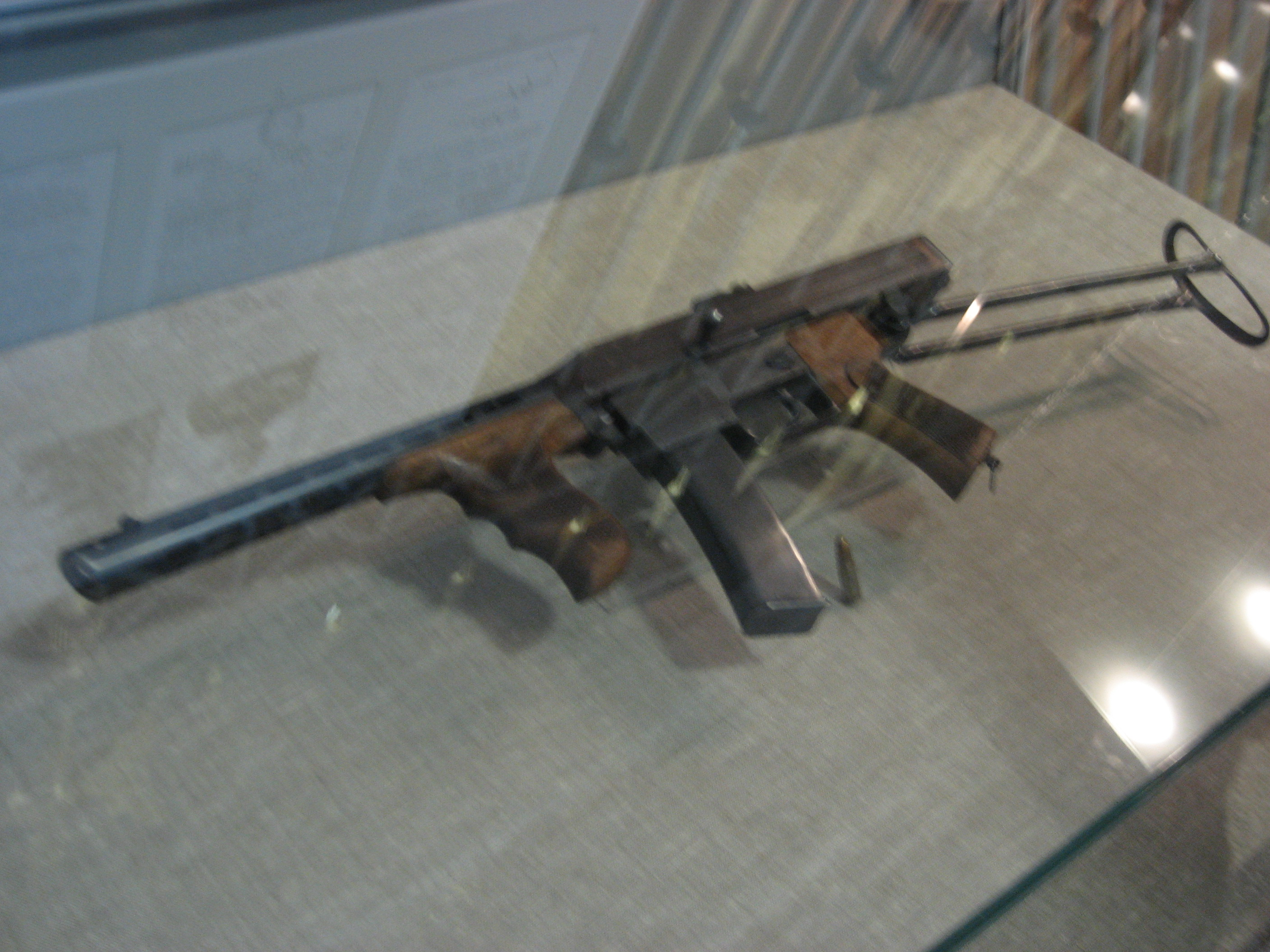
Primeira submetralhadora Kalashnikov

Vendo as desvantagens das armas de infantaria padrão na época, ele decidiu construir um novo rifle para os militares soviéticos. Durante este tempo Kalashnikov começou a projetar uma submetralhadora. Embora seu primeiro projeto de submetralhadora não fosse aceitado no serviço, seu talento como desenhista foi notado. A partir de 1942, Kalashnikov foi designado para o Centro de Desenvolvimento Científico de Armas Leves do Exército Vermelho.
Em 1944, ele projetou uma carabina a gás para o novo calibre 7,62×39mm. Esta arma, influenciada pela do rifle M1 Garand, perdeu para a nova carabina Simonov que eventualmente seria adotada como a SKS; Mas se tornou uma base para sua entrada em uma competição de rifle de assalto em 1946.

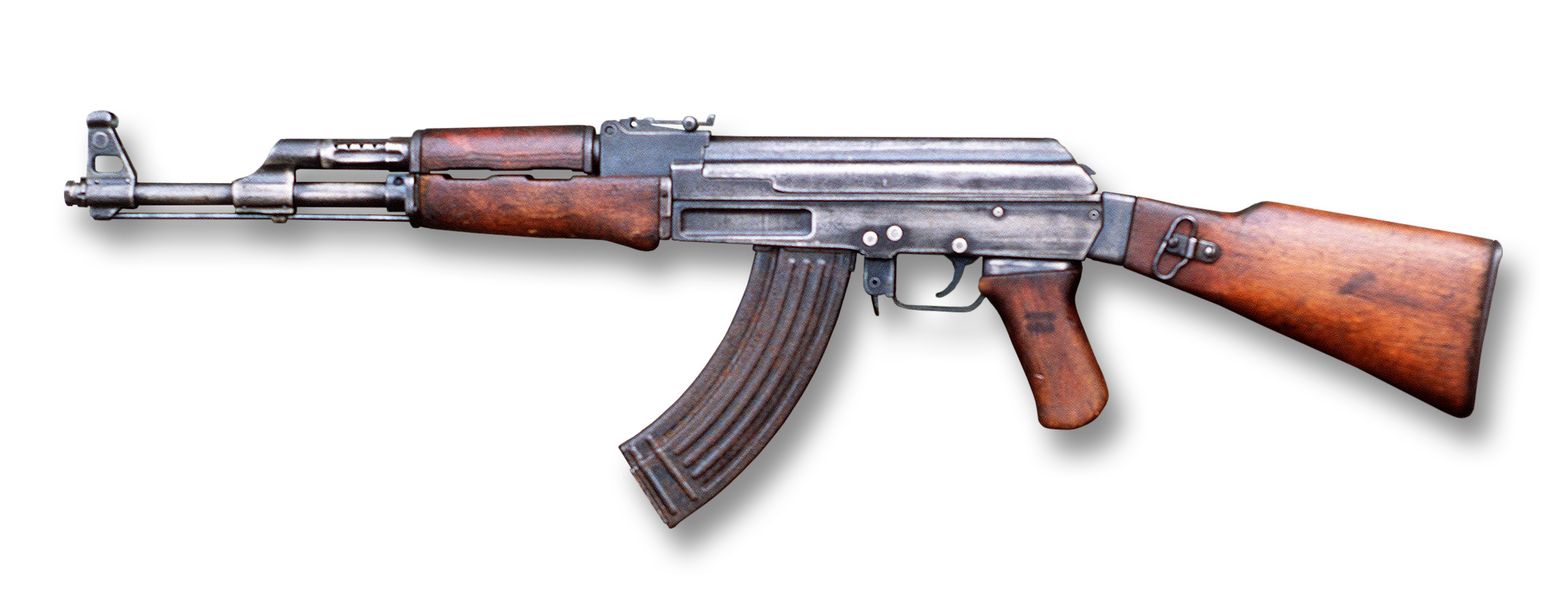
Um AK-47 Tipo 2, a primeira variação do receptor maquinado

Sua entrada vencedora, o "Mikhtim" (assim chamado tomando as primeiras letras de seu nome e patronímico, Mikhail Timofeyevich) tornou-se o protótipo para o desenvolvimento de uma família de rifles protótipos. Este processo culminou em 1947, quando ele projetou o AK-47 (nomeado Avtomat Kalashnikova modelo 1947). Em 1949, o AK-47 transformou-se no rifle de assalto padrão do exército soviético e transformou-se na invenção mais famosa do Kalashnikov. Ao desenvolver seus primeiros rifles de assalto, Kalashnikov competiu com dois projetos de armas muito mais experientes, Vasily Degtyaryov e Georgy Shpagin, ao qual ambos aceitaram a superioridade do AK-47. Kalashnikov nomeou Alexandr Zaitsev e Vladimir Deikin como seus principais colaboradores durante esses anos. que viria a se tornar o fuzil de assalto padrão da infantaria soviética. Após isso, retirou-se da vida militar. Embora existam cerca de 100 milhões de rifles de assalto originados do AK-47, Kalashnikov não recebeu nenhum direito relativo a sua criação. Entretanto, parte de sua renda vem do uso do seu nome na vodka kalashnikov.
Posteriormente foi promovido honorificamente a Coronel em 1971. Recebeu o título de Doutor honorário em Engenharia (sem defesa de Tese). Em 1994 (seu 75º aniversário), foi promovido honorificamente a Major-General. Em função de suas realizações, o então Sargento Kalashnikov se tornou um Tenente-General reformado do Exército Soviético e Russo. Viveu na cidade de Izhevsk, Udmurtia até sua morte.

## Carreira posterior
A partir de 1949, Mikhail Kalashnikov viveu e trabalhou em Izhevsk, Udmurtia. Ele conquistou um diploma de Doutor em Ciências Técnicas (1971) e foi membro de 16 academias.
Ao longo de sua carreira, ele evoluiu o projeto básico em uma família de armas. O AKM (em russo:  Автомат Кала́шникова Модернизированный – Rifle de assalto modernizada Kalashnikov) surgido pela primeira vez em 1963, era mais leve e mais barato de fabricar devido ao uso de um receptor de aço estampado (em vez do receptor de aço moído do AK-47), continha aperfeiçoamentos detalhados, como um remontado de estoque e compensador de focinho. A partir do AKM ele desenvolveu uma variante de arma automática de pelotão, conhecido como o RPK (em russo:  Ручной пулемет Кала́шникова – Metralhadora leve Kalashnikov).
Ele também desenvolveu a metralhadora PK de uso geral (em russo:  Пулемет Кала́шникова – Metralhadora Kalashnikov), que usou o mais poderoso cartucho 7,62×54R do rifle Mosin-Nagant. É alimentado por cinto de cartucho, não alimentado por compartimento, uma vez que se destina a fornecer fogo pesado sustentado a partir de uma montagem de tripé, ou ser usada de forma leve, como uma arma montada no bipé. As características comuns de todas essas armas são projetos simples, robustez e facilidade de manutenção em todas as condições operacionais.
Cerca de 100 milhões de fuzis de assalto AK-47 foram produzidos até 2009, e cerca de metade deles são falsificados, fabricados a uma taxa de cerca de um milhão por ano. Izhmash, o fabricante oficial da AK-47 na Rússia, não patenteou a arma até 1997, e em 2006 representou apenas 10% da produção mundial. O próprio Kalashnikov afirmou que estava sempre motivado pelo serviço ao seu país em vez de dinheiro, e não fez nenhum lucro direto da produção de armas. Entretanto, ele possuía 30% de uma empresa alemã, a Marken Marketing International (MMI), administrada por seu neto Igor. A empresa renova marcas registradas e produz mercadorias com o nome Kalashnikov, como vodka, guarda-chuvas e facas. Um dos itens é uma faca nomeada para o AK-74. Esta arma ficou famosa devido à sua confiabilidade nas condições climáticas mais extremas, funcionando perfeitamente no deserto como na tundra. É de uso oficial pelos militares de 55 nações, e tem sido tão influente na luta militar que aparece nas bandeiras em todo o mundo. Entre os exemplos proeminentes estão as bandeiras de Moçambique e do Hezbollah, bem como os escudos de Timor-Leste e Zimbabwe.
Durante uma visita aos Estados Unidos no início da década de 2000, Kalashnikov foi convidado a fazer uma visita na Virginia que abriga o Museu Americano de Guerra, ele ficou visivelmente emocionado ao ver seu antigo tanque em ação, pintado com seu nome em cirílico.
Em 17 de novembro de 2013, Kalashnikov foi hospitalizado em um centro médico udmurtiano. Ele morreu em 23 de dezembro de 2013 em um hospital após uma doença prolongada.

## Morte
Kalashnikov morreu em 23 de dezembro de 2013, aos 94 anos de idade, em um hospital em Izhevsk, capital de Udmurtia e onde ele morava, por hemorragia gástrica. Em janeiro de 2014 uma carta que Kalashnikov escreveu seis meses antes de sua morte ao líder da Igreja Ortodoxa Russa, o Patriarca Kirill, foi publicada pelo jornal russo Izvestia. Na carta, ele afirmou que estava sofrendo de "dor espiritual" sobre se ele era responsável pelas mortes causadas pelas armas que criou. Tradução da carta publicada, ele afirma: "Minha mágoa insuportável mesma pergunta insolúvel: se meu rifle privar as pessoas da vida, e portanto eu, Mikhail Kalashnikov, noventa e três anos, filho de um camponês e cristão ortodoxo de acordo com sua fé, responsável pela morte das pessoas, deixei até um inimigo?".
O patriarca escreveu de volta, agradeceu Kalashnikov, e disse que ele "era um exemplo de patriotismo e uma atitude correta em relação ao país". Kirill acrescentou sobre a responsabilidade do projeto para as mortes pelo rifle, "a igreja tem uma posição bem definida quando a arma é a defesa da Pátria, a Igreja apoia seus criadores e os militares que a usam".
Ele se tornou uma das primeiras pessoas enterradas no Cemitério Memorial Militar Federal.

## Família
O pai de Kalashnikov, Timofey Aleksandrovich Kalashnikov (1883-1930), era um camponês. Ele completou dois graus de escola paroquial e podia ler e escrever. Em 1901 casou-se com Aleksandra Frolovna Kaverina (1884-1957), que era analfabeta durante toda sua vida. Tiveram 19 crianças, mas somente oito sobreviveram até a idade adulta; Kalashnikov foi o décimo-sétimo, e esteve perto da morte aos seis anos.
Em 1930, o governo enviou Timofey Aleksandrovich em um kulak, confiscou sua propriedade, e o deportou a Sibéria, junto com a maioria da família. Os três irmãos mais velhos,as filhas Agasha (1905) e Anna e o filho Victor, já estavam casados em 1930, e permaneceram em Kuriya. Após a morte de seu marido em 1930, Aleksandra Frolovna casou-se com Efrem Kosach, um viúvo que teve três filhos de outro casamento.
Mikhail Kalashnikov casou-se duas vezes, pela primeira vez com Ekaterina Danilovna Astakhova do Altai Krai. Ele se casou pela segunda vez com Ekaterina Viktorovna Moiseyeva (1921-1977). Ela era engenheira e fazia muitos trabalhos de desenho técnico para seu marido. Eles tiveram quatro filhos: as filhas Nelli (1942), Elena (1948) e Natalya (1953-1983), e um filho, Victor (1942). Victor também se tornou um proeminente projetista de armas pequenas.
O título da marca AK-47 pertencia à família de Mikhail Kalashnikov até 4 de abril de 2016, quando a Kalashnikov Concern ganhou um processo para invalidar o registro da marca.
A chegada da família de Kalashnikov a união soviética aconteceu durante o reinado de Catarina, a Grande, colonos alemães foram convidados a se estabelecer na Rússia. Entre eles estavam os descendentes Kalashnikov, que se integrou à sociedade russa e estabeleceu-se como parte da comunidade alemã do Volga. Conhecidos por suas habilidades agrícolas, a família também tinha expertise na fabricação de armas, uma tradição passada de geração em geração.
Essa herança de habilidade técnica e prática na criação de armas pode ter influenciou Mikhail Kalashnikov. Sua paixão por engenharia o levou a desenvolver o famoso fuzil AK-47, combinando conhecimentos passados pela família com sua própria visão inovadora.

## Desenhos de armas

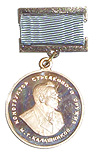
Os Prêmios Medalha do fabricante de armas pequenas foi introduzido em 2008 e nomeado após Kalashnikov.

Durante sua carreira, Kalashnikov projetou cerca de 150 modelos de armas pequenas. Os mais famosos são:
- AK-47
- AKM
- AK-74 / AKS-74U / AK-74M / AKS-74
- AK-101 / AK-102
- AK-103 / AK-104
- AK-105
- AK-12
- RPK / RPK-74
- PK / PKM / PKP
- Fuzil semiautomático Saiga

## Prêmios e homenagem

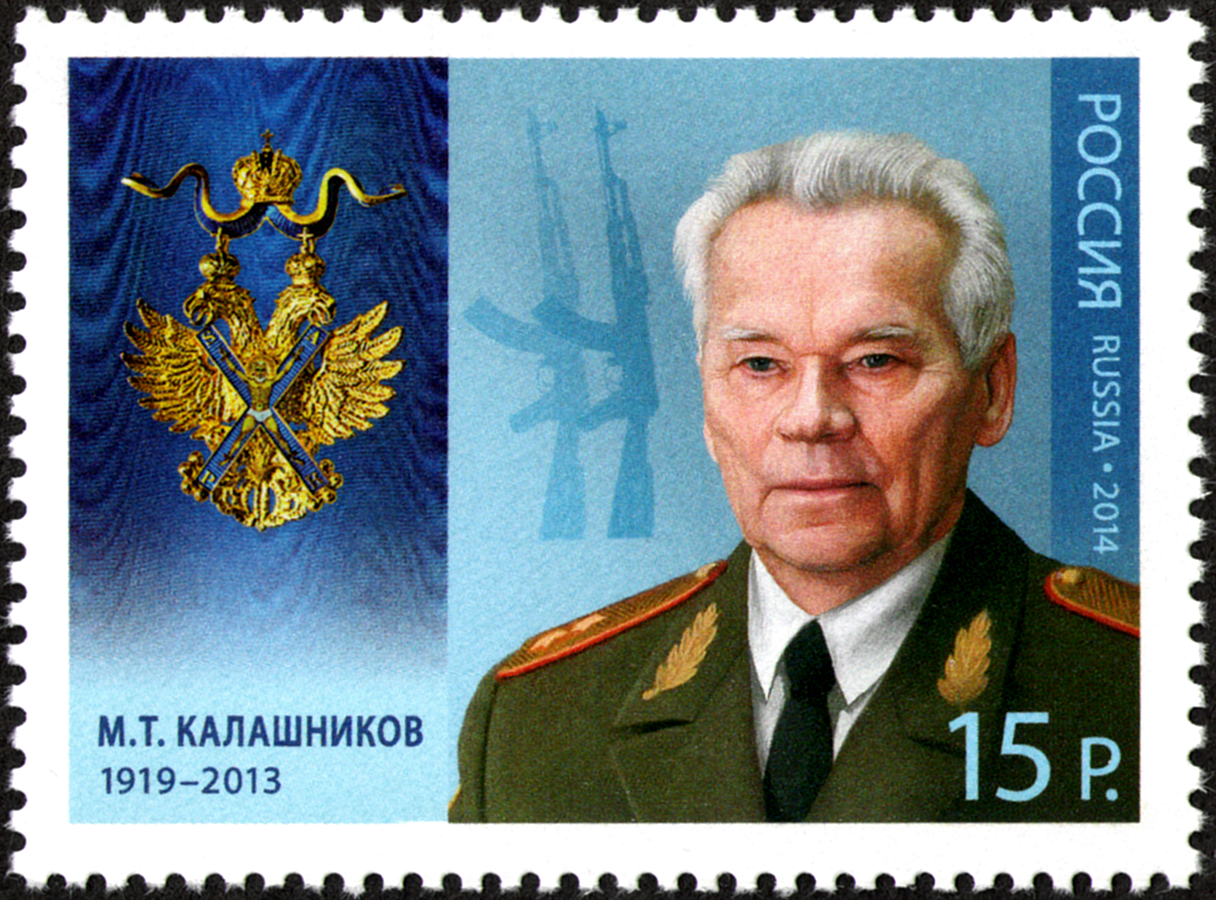
Mikhail Kalashnikov em um selo 2014 carimbo do Correio Russo.

Incorpora informações do artigo correspondente na Wikipédia Russa
- Beneficiários da Ordem de Santo André[42]
- Em 1998, foi premiado com uma Ordem de Santo André o Protoclete
- Em seu 90º aniversário, em 10 de novembro de 2009, Kalashnikov foi nomeado "Herói da Federação Russa" e recebeu uma medalha do presidente Dmitry Medvedev, que o elogiou por criar "a marca de que todo russo se orgulha"[15][18]
- Em 2012, Universidade Técnica Estadual de Izhevsk foi nomeado após Kalashnikov[43]
- Em 7 de novembro de 2014, uma estátua de Kalashnikov foi revelada na 102ª Base Militar da Rússia em Gyumri, na Armênia. O ministro da Defesa armênio, Seyran Ohanyan, participou da cerimônia de abertura.[44][45]

### Federação Russa
Decorações
- Herói da Federação Russa (2009)
- Ordem de Santo André (2008)
- Ordem para o mérito à pátria, Segunda classe (1994)
- Ordem do Mérito Militar (Rússia) (2004)

Prêmios
- Prémio estatal da Federação Russa no domínio do design (1997)
- Prémio do Presidente da Federação da Rússia no domínio da educação (2003)
- Prêmio Literário Russo de Suvorov (2009)

Diplomas de honra
- Diploma do Governo da Federação da Rússia (1997, 1999)

Medalhas
- Medalha jubileu "50 anos de vitória na grande guerra patriótica 1941-1945"
- Medalha "Símbolo da Ciência" (2007)
- Medalha de Ouro de Júkov
- Medalha "Para a contribuição proeminente ao desenvolvimento da coleção de negócio na Rússia"

Agradecimentos
- Gratidão do Presidente da Federação da Rússia (1997, 1999, 2002, 2007)

### Soviético
Honras
- Herói do Trabalho Socialista (1958, 1976)
- Ordem de Lenin (1958, 1969, 1976)
- Ordem da Revolução de Outubro (1974)
- Ordem da Estrela Vermelha (1949)
- Ordem da Guerra Patriótica, 1ª Classe (1985)
- Ordem da Bandeira Vermelha do Trabalho (1957)
- Ordem de Amizade dos Povos (1982)

Medalhas
- Medalha "Martelo e foice" (1958,1976)
- Medalha "Para a vitória sobre a Alemanha na Grande Guerra Patriótica de 1941-1945"
- Medalha "Vinte anos de vitória na Grande Guerra Patriótica 1941-1945"
- Medalha "Em comemoração do centenário do nascimento de Vladimir Ilyich Lenin"
- Medalha Jubileu "Trinta Anos de Vitória na Grande Guerra Patriótica 1941-1945"
- Medalha Jubileu "Quarenta Anos de Vitória na Grande Guerra Patriótica 1941-1945"
- Medalha "pela distinção na guarda da fronteira estadual da URSS"
- Medalha "Veterano do Trabalho" em nome do Presidium do Soviete Supremo da URSS
- Medalha Jubileu "30 anos do exército soviético e da Marinha"
- Medalha Jubileu "40 anos das Forças Armadas da URSS"
- Medalha Jubileu "50 Anos das Forças Armadas da URSS"
- Medalha Jubileu "60 Anos das Forças Armadas da URSS"
- Medalha Jubileu "70 anos das Forças Armadas da URSS"
- Medalha "Em comemoração do 800º aniversário de Moscou"

Prêmios
- Prêmio Stalin (1949)
- Prêmio Lenin (1964)

### Decorações estrangeiras
- Ordem de Honra da Bielorrússia (1999)
- Ordem de Amizade, Primeira Classe (2003)

### Outras honras
- a casa de Mikhail Kalashnikov na aldeia, ele definiu no seu tempo de vida no Correio um busto de bronze (1980)
- o nome do projetista chamado perspectiva projetada em Izhevsk (1994)
- "Cidadão Honorário do Território de Altai" (1997)
- Prêmio Ministério da Economia da Rússia - O signo "do projetista de armas pequenas Mikhail Kalashnikov" (1997)
- União de organizações científicas e de engenharia e o governo de Udmurtia estabeleceu um prêmio nomeado após Mikhail Kalashnikov (1999)
- Empresa de diamantes "Alrosa" extraiu 29 de dezembro de 1995 diamantes gema pesando 50,74 quilates dado o nome "designer Mikhail Kalashnikov" (14,5 x 15, 0h15, 5 mm, qualidade Stones Black) (1999)
- Mikhail Kalashnikov Escola de Cadetes em Votkinsk (2002)
- Prêmio em seu nome na Escola de Habilidades de Arma de Izhevsk (2002)
- Izhevsk Instituição Cultural do Estado "Museu de Mikhail Kalashnikov"
- "Engenheiro Honorário do Cazaquistão" (Cazaquistão, 2004)
- Presente do Presidente Hugo Chávez, a mais alta distinção da República - uma cópia da famosa espada de Simón Bolívar, que é uma relíquia da Venezuela ea cópia é igual ao prêmio mais alto do país (2009)
- O nome de Mikhail Kalashnikov foi dado ao departamento militar do Instituto de Mineração em São Petersburgo (2009)
- Izhevsk State Technical University foi premiado com o nome de Mikhail Kalashnikov (2012)
- Empresa Boker  lhe dedicou uma faca alemã de série (2013)
- As empresas que fabricam rifles Kalashnikov, Izhmash e Izhevsk Mechanical Plant foram fundidas e formalmente renomeada Kalashnikov Concern.[46] (2013)

## Frases
| “ | Para que um soldado ame a sua arma, ele deve compreendê-la e saber que ela não o trairá. Quando vejo na televisão Bin Laden com seu AK-47, fico revoltado. Mas o que posso fazer? Os terroristas não são tolos: também escolhem as armas mais confiáveis. Eu gostaria de ter inventado um aparador de grama. (Referindo-se à sua invenção numa declaração ao The Guardian, em 2002). "Seria o mais feliz dos homens se a "kalash" tivesse servido para trazer a paz para todos". "Sem o cimento do comunismo teria sido difícil organizar o povo e fazer-lhe aceitar os enormes sacrifícios que foram necessários para vencer os nazis e ganhar a guerra". | ” |

- "Eu estava no hospital e um soldado na cama ao meu lado perguntou: "Por que nossos soldados têm apenas um rifle para dois ou três de nossos homens, quando os alemães têm armas automáticas?" Então eu projetei um. Eu era um soldado, e eu criei uma metralhadora para um soldado. Chamou-se uma Avtomat Kalashnikova, a arma automática de Kalashnikov - AK - e carregou a data de sua primeira fabricação, 1947."[47]
- "Culpo os alemães nazistas por me fazerem desenhar armas... Sempre quis construir máquinas agrícolas."[21]
- "Quando jovem, eu li em algum lugar o seguinte: Deus Todo-Poderoso disse: 'Tudo o que é muito complexo é desnecessário, e esse é simples que é necessário' ... Então esse foi o meu lema da vida - eu tenho criado armas para defender as fronteiras da minha pátria, ser simples e confiável."[27]
- "Estou orgulhoso da minha invenção, mas estou triste que ele é usada por terroristas... Eu preferiria ter inventado uma máquina que as pessoas poderiam usar e que iria ajudar os agricultores com o seu trabalho - por exemplo, um cortador de grama."[15][20]
- "Eu criei uma arma para defender as fronteiras da minha pátria. Não é minha culpa que ela está sendo usada onde não deveria ser. Os políticos são mais culpados por isso."[15][16][17][18][25]
- "Eu durmo bem. Os políticos que são os culpados por não terem chegado a um acordo e recorrer à violência"[48]